# WrestleMania X8
WrestleMania X8 — восемнадцатая по счёту WrestleMania, PPV-шоу производства американского рестлинг-промоушна World Wrestling Federation (WWF, ныне WWE). Шоу прошло 17 марта 2002 года на арене «Скайдоум» в Торонто, Онтарио, Канада. Это вторая WrestleMania на этой арене после WrestleMania VI в апреле 1990 года.
Это событие стало последней WrestleMania, проведенной под брендом WWF, так как в мае компания была переименована в World Wrestling Entertainment (WWE). Это также была последняя WrestleMania, проведенная до введения деления брендов, которое случилось через неделю после шоу. Рекордная для «Скайдоум» посещаемость в 68 237 зрителей принесла примерно 6,1 миллиона канадских долларов (3,9 миллиона долларов США).
Эта WrestleMania стала первым выступлением Халка Хогана на WrestleMania за девять лет и десятым в целом. Он участвовал в девяти первых WrestleMania. После WrestleMania IX Хоган покинул WWF в конце 1993 года и в 1994 году подписал контракт с конкурирующей компанией WCW.
На шоу было проведено одиннадцать матчей. В матче под девизом «Икона против иконы» Скала победил «Голливуда» Халка Хогана, а в главном событии Трипл Эйч победил Криса Джерико и завоевал титул неоспоримого чемпиона WWF.

## Результаты
| №                                                                    | Результат | Тип матча                                                     | Время |
| -------------------------------------------------------------------- | --- | ------------------------------------------------------------- | ----- |
| 1H                                                                   | Рикиши, Скотти 2 Хотти и Альберт победили Мистера Совершество, Лэнса Шторма и Теста                                                    | Командный матч шести человек, специальный рефери — Жаклин     | 3:06  |
| 2                                                                    | Роб Ван Дам победил Уильяма Ригала (с)                                                                                                 | Одиночный матч за титул интерконтинентального чемпиона WWF    | 6:19  |
| 3                                                                    | Даймонд Даллас Пейдж (с) победил Кристиана                                                                                             | Одиночный матч за титул европейского чемпиона WWF             | 6:08  |
| 4                                                                    | Мэйвен (с) против Голдаста закончился, когда Спайк Дадли удержал Мэйвена                                                               | Хардкорный матч за титул хардкорного чемпиона WWF             | 3:15  |
| 5                                                                    | Курт Энгл победил Кейна | Одиночный матч                                                | 10:45 |
| 6                                                                    | Гробовщик победил Рика Флэра | Матч без дисквалификации                                      | 18:47 |
| 7                                                                    | Эдж победил Букера Ти | Одиночный матч                                                | 6:32  |
| 8                                                                    | Стив Остин победил Скотта Холла (с Кевином Нэшем)                                                                                      | Одиночный матч                                                | 9:51  |
| 9                                                                    | Билли и Чак (с) победили APA (Фарук и Брэдшоу), «Братьев Дадли» (Бубба Рэй и Ди-Вон со Стэйси Киблер) и «Братьев Харди» (Мэтт и Джефф) | Командный матч на выбывание за титул командных чемпионов мира | 13:50 |
| 10                                                                   | Скала победил «Голливуда» Халка Хогана                                                                                                 | Одиночный матч                                                | 16:23 |
| 11                                                                   | Джазз (с) победила Триш Стратус и Литу                                                                                                 | Матч «Тройная угроза» за титул женского чемпиона WWF          | 6:16  |
| 12                                                                   | Трипл Эйч победил Криса Джерико (со Стефани Макмэн-Хелмсли) (с)                                                                        | Одиночный матч за титул неоспоримого чемпиона WWF             | 18:41 |
| H — означает матч на Sunday Night Heat (c) — чемпион на начало матча | |                                                               |       |